# Nikolas Maes
Nikolas Maes (ur. 9 kwietnia 1986 w Kortrijk) – belgijski kolarz szosowy, zawodnik profesjonalnej grupy kolarskiej Lotto Soudal.

## Najważniejsze osiągnięcia
2006
- 3. miejsce w Druivenkoers Overijse
- 5. miejsce w La Côte Picarde
- 6. miejsce w Internationale Wielertrofee Jong Maar Moedig
- 7. miejsce w Tour de Berlin
- 8. miejsce w Ronde Van Vlaanderen Beloften
- 8. miejsce w Sparkassen Giro Bochum
- 9. miejsce w Internatie Reningelst

2007
- 3. miejsce w Druivenkoers Overijse
- 6. miejsce w Vlaamse Pijl
- 9. miejsce w Ronde van het Groene Hart

2008
- 9. miejsce w Tour of Ireland

2009
- 1. miejsce na 3. etapie Vuelta a Burgos

2010
- 5. miejsce w Dutch Food Valley Classic

2011
- Zwycięzca klasyfikacji młodzieżowej Tour of Qatar
- 10. miejsce w Tour de Wallonie

2012
- 1. miejsce w World Ports Classic
  -  Zwycięzca klasyfikacji punktowej
- 6. miejsce w Dwars door Vlaanderen
- 7. miejsce w Vattenfall Cyclassics
- 8. miejsce w Brussels Cycling Classic

2014
- 7. miejsce w Tour de Picardie
- 8. miejsce w Kuurne-Bruksela-Kuurne

2015
- 5. miejsce w Rund um Köln
- 9. miejsce w Dwars door Vlaanderen
- 10. miejsce w Nokere Koerse

2016
- 4. miejsce w Halle–Ingooigem

2018
- 6. miejsce w Dwars door het Hageland